# Mekonnen Gebremedhin
Mekonnen Gebremedhin (Addis Abeba, 11 oktober 1988) is een Ethiopische atleet, gespecialiseerd in de middellange afstanden, met name de 1500 m. Hij is zowel op de 1500 m als op de Engelse mijl de tweede Ethiopische atleet qua persoonlijk record. Gebremedhin heeft tweemaal op een internationaal toernooi een medaille gehaald. Ook heeft hij tweemaal deelgenomen aan de Olympische Spelen.

## Biografie

### Juniorentijd
De internationale carrière van Gebremedhin begon in 2003, toen hij slechts veertien jaar oud was. Hij werd toen geselecteerd voor de Ethiopische ploeg op de 800 m bij de wereldkampioenschappen voor B-junioren. Hij kwam in dat jaar met een tijd van 1.56,04 niet verder dan de series. Het volgende internationale toernooi van de Ethiopiër vond plaats in 2006: de wereldkampioenschappen voor junioren. Wederom deed hij mee op de 800 m. Ditmaal bereikte hij de halve finale, waar hij met een tijd van 1.50,47 als zevende eindigde. Dat jaar was ook het eerste jaar waarin hij op de internationale juniorenranglijst hoger stond op de 1500 m dan op de 800 m. Zijn toenmalig persoonlijk record van 3.41,0 betekende een veertiende positie, terwijl 1.47,8 goed was voor een zestiende plek. Ook werd Gebremedhin dat jaar stadskampioen van Addis Abeba op zowel de 800 als de 1500 m.
 In het laatste juniorenjaar van Mekonnen Gebremedhin, 2007, werd hij definitief een 1500 meterloper. Hij wist zijn persoonlijke besttijd op de 1500 m flink te verbeteren naar 3.36,04, en met deze tijd, gelopen tijdens de Nacht van de Atletiek in het Belgische Heusden-Zolder, verzekerde hij zich van een plek in het Ethiopische team voor de wereldkampioenschappen van Osaka. Tijdens die kampioenschappen ging hij als nummer twee in zijn serie vrij eenvoudig door naar de halve finale. Hierin werd hij echter achtste (na diskwalificatie van Mehdi Baala zevende), waarmee hij zich niet kwalificeerde voor de finale.

### WK 2008 en 2009
In 2008 nam Gebremedhin voor het eerst deel aan een internationaal indoortoernooi. Hij bereikte bij de wereldindoorkampioenschappen van Valencia de finale, waarin hij als zesde eindigde. Het outdoorseizoen was qua toernooien minder succesvol voor Gebremedhin. Hij kwalificeerde zich niet voor de Afrikaanse kampioenschappen van dat jaar en bij de nationale kampioenschappen eindigde hij op de 1500 m slechts als achtste in een tijd van 3.47,59. Het jaar daarna maakte hij wel deel uit van de nationale ploeg. Bij de WK in Berlijn sneuvelde hij in de series als zevende net een tijd van 3.43,22.

### Richting wereldtop
Het jaar 2010 was voor Gebremedhin het jaar, dat hij aansluiting kreeg bij de absolute wereldtop op de 1500 m en de Engelse mijl. Hij werd vierde bij de WK indoor in Doha. In het outdoorseizoen verbeterde hij zijn persoonlijk record op de 1500 m met bijna drie seconden naar 3.31,57. Die tijd was op de jaarlijkse ranglijst goed voor een zevende positie. Ook was hij daarmee voor het eerst de snelste Ethiopiër van het jaar, voor landgenoot Deresse Mekonnen. Verder nam Mekonnen Gebremedhin ook deel aan de Afrikaanse atletiekkampioenschappen, waar hij in de finale zijn eerste medaille op een internationaal toernooi veroverde: hij werd derde in een tijd van 3.36,65. Ook eindigde hij bij verscheidene Diamond League-wedstrijden op het podium.
In 2011 kon Gebremedhin zijn tijd van het voorgaande jaar op de 1500 m benaderen, maar niet verbeteren. Ook op de WK van Daegu presteerde de atleet iets minder dan in 2010. Hij werd in de finale de vijfde Afrikaan, achter de Kenianen Asbel Kiprop en Silas Kiplagat en de Marokkanen Abdalaati Iguider en Mohamed Moustaoui, en zevende in totaal.

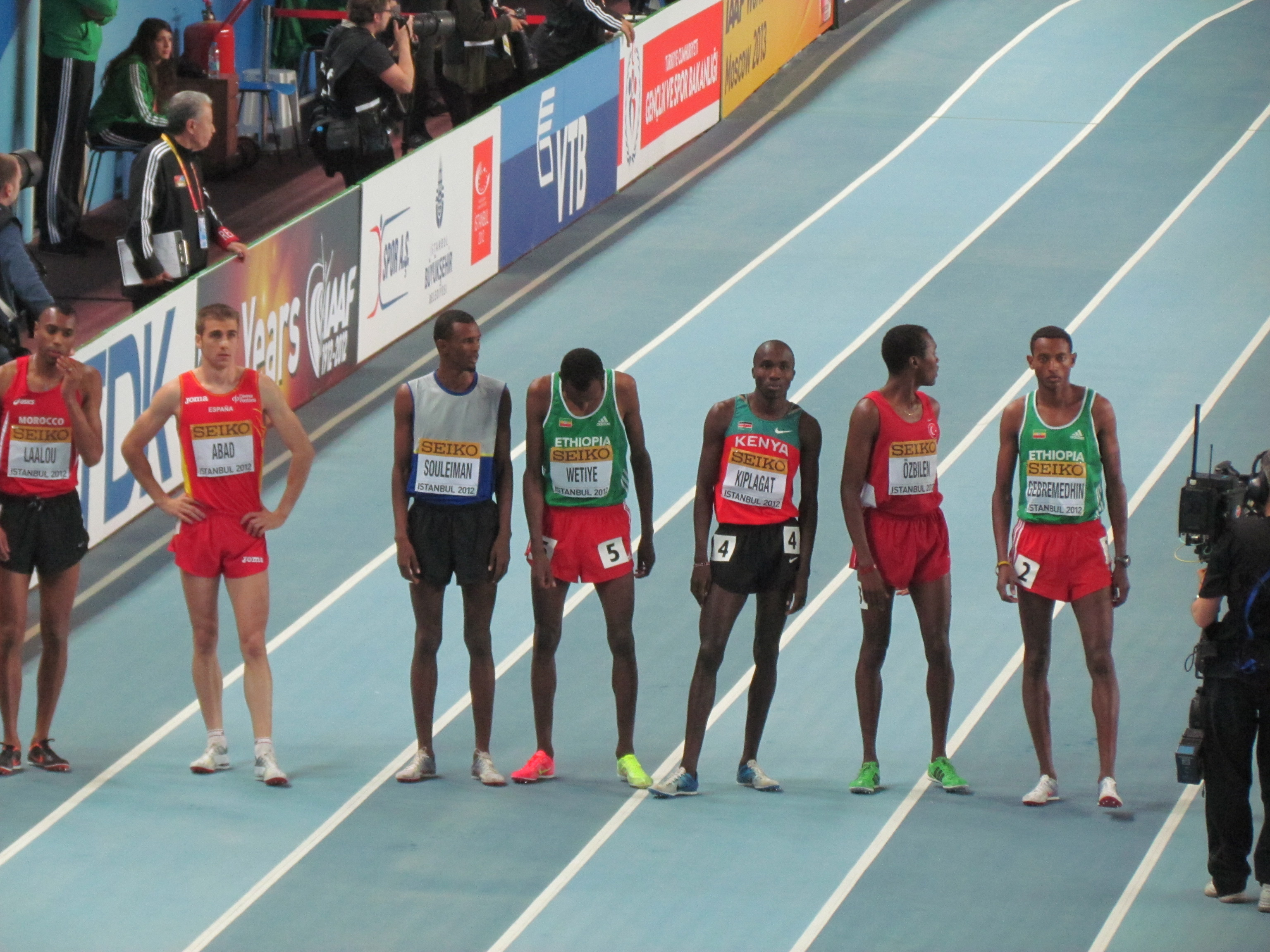
Mekonnen Gebremedhin (rechts) aan de start van de 1500 m op de WK indoor 2012, waar hij uiteindelijk de bronzen medaille pakte.

### Mondiale medaille en Olympische Spelen
Gebremedhin verbeterde het jaar daarop tijdens de Aviva Indoor Grand Prix in Birmingham zijn persoonlijke record op de 1500 m naar 3.34,89, waarmee hij derde werd. Een kleine maand later werd hij tijdens de WK indoor van Istanbul eveneens derde: ditmaal met een tijd van 3.45,90. Tijdens het baanseizoen verbeterde Gebremedhin bij de FBK Games in Hengelo zijn beste tijd op de 1500 m naar 3.31,45. Ook liep hij tijdens de Meeting de Atletismo Madrid voor het eerst sinds jaren op een grote wedstrijd de 800 m, waar hij zijn beste tijd verbeterde naar 1.46,63.
Bij het olympische debuut op de Olympische Spelen in Londen van Mekonnen Gebremedhin kwam deze op de 1500 m tot de finale, waar hij met 3.35,44 als zesde eindigde.
Gebremedhin had aan het eind van het jaar nog kans om het klassement van de Diamond League 2012 te winnen. Asbel Kiprop stond bij het ingaan van de finalewedstrijd, de Memorial Van Damme, aan kop, maar wist geen punten meer te veroveren. Gebremedhin werd tweede in de wedstrijd, wat niet genoeg was, omdat Silas Kiplagat de laatste wedstrijd won en daarmee bovenaan het klassement eindigde.

### WK 2013
In 2013 was Gebremedhin er op de WK in Moskou opnieuw bij. Net als twee jaar eerder, in Daegu, kwam hij in de eindfase van de 1500 m net iets te kort en weer eindigde hij als zevende. Met zijn eindtijd van 3.37,21 bleef hij zelfs iets onder zijn niveau van het vorige WK.

## Persoonlijke records
Outdoor
| Onderdeel      | Prestatie | Datum             | Plaats                 |
| -------------- | --------- | ----------------- | ---------------------- |
| 800 m          | 1.46,63   | 7 juli 2012       | Madrid                 |
| 1500 m         | 3.31,45   | 27 mei 2012       | Hengelo                |
| 1 Eng. mijl    | 3.49,70   | 4 juni 2011       | Eugene                 |
| 3000 m         | 7.41,42   | 18 september 2011 | Milaan                 |
| 5000 m         | 13.29,37  | 15 juni 2017      | Hérouville-Saint-Clair |
| 3000 m steeple | 8.59,06   | 6 mei 2012        | Kawasaki               |

Indoor
| Onderdeel | Prestatie | Datum            | Plaats     |
| --------- | --------- | ---------------- | ---------- |
| 1500 m    | 3.34,89   | 18 februari 2012 | Birmingham |
| 3000 m    | 7.41,59   | 10 februari 2013 | Gent       |

## Prestatieontwikkeling
| Jaar | 800 m   | 1500 m  | 1500 m indoor | 1 Eng. mijl |
| ---- | ------- | ------- | ------------- | ----------- |
| 2003 | 1.56,04 |         |               |             |
| 2004 |         | 3.47,1  |               |             |
| 2005 |         |         |               |             |
| 2006 | 1.47,8  | 3.41,0  |               |             |
| 2007 | 1.48,71 | 3.36,04 |               |             |
| 2008 |         | 3.35,68 | 3.36,63       |             |
| 2009 |         | 3.34,49 | 3.35,71       | 3.50,74     |
| 2010 |         | 3.31,57 | 3.37,46       | 3.49,83     |
| 2011 |         | 3.31,90 | 3.38,26       | 3.49,70     |
| 2012 | 1.46,63 | 3.31,45 | 3.34,89       | 3.50,02     |
| 2013 |         | 3.32,43 | 3.39,30       | 3.54,04     |
| 2014 |         | 3.32,79 | 3.37,42       |             |
| 2015 |         | 3.35,67 |               |             |
| 2016 |         | 3.35,50 |               |             |
| 2017 |         | 3.36,93 |               |             |

## Palmares

### 800 m
- 2003: 6e in series WK voor B-junioren - 1.56,04
- 2006: 7e in ½ fin. WJK - 1.50,47

### 1500 m
- 2007: 7e in ½ fin. WK - 3.43,41
- 2008: 6e WK indoor - 3.40,42
- 2009: 7e in series WK - 3.43,22
- 2010: 4e WK indoor - 3.42,42
- 2010:  Afrikaanse kamp. - 3.36,65
- 2010:  Continental Cup - 3.35,70
- 2011: 7e WK - 3.36,81
- 2012:  WK indoor - 3.45,90
- 2012: 6e OS - 3.35,44
- 2013: 7e WK - 3.37,21
- 2016: 6e in ½ fin. OS - 3.40,69

### 3000 m
- 2014: 4e FBK Games - 7.42,90

### 4 Eng. mijl
- 2012: 7e 4 Mijl van Groningen - 17.51
- 2013: 5e 4 Mijl van Groningen - 17.48

### 15 km
- 2017: 5e Zevenheuvelenloop - 43.35

### Diamond League-podiumplekken
- 2010:  1500 m Shanghai Golden Grand Prix – 3.33,35
- 2010:  1 Eng. mijl Bislett Games – 3.49,83
- 2010:  1 Eng. mijl Prefontaine Classic – 3.50,68
- 2010:  1 Eng. mijl Aviva London Grand Prix – 3.50,35
- 2011:  1500 m Qatar Athletic Super Grand Prix – 3.32,28
- 2011:  1500 m Shanghai Golden Grand Prix – 3.32,36
- 2011:  1 Eng. mijl Bislett Games – 3.51,30
- 2012:  1 Eng. mijl Prefontaine Classic – 3.50,17
- 2012:  1 Eng. mijl Bislett Games – 3.50,02
- 2012:  1500 m Athletissima – 3.31,86
- 2012:  1500 m Birmingham Grand Prix – 3.34,80
- 2012:  1500 m Memorial Van Damme – 3.32,10
- 2013:  1500 m Shanghai Golden Grand Prix – 3.32,43